# Catherine Lepère
Catherine Lepère (1601-1679) fue una partera francesa. Fue asociada de La Voisin y una de los acusados en el conocido como asunto de los venenos.

## Biografía
Lepère era una partera que ejerció la práctica de abortos a clientes recomendados por La Voisin, a quien había entregado sus propios hijos.
Fue arrestada en 1678, al igual que muchos otros asociados de La Voisin, tras haber sido señalada por Marie Bosse. Lepère admitió haber practicado abortos, ilegales por aquel entonces, argumentando que gracias a su actividad había evitado muchos escándalos entre las clases altas, afirmando además que con ello había hecho un servicio a la comunidad. Lepère recibía a sus clientes por mediación de La Voisin, quien a cambio obtenía la mayor parte de los beneficios. Marie Bosse afirmó que los fetos que habían sido objeto de aborto en embarazos de gestación avanzada habían sido quemados en un horno en casa de La Voisin, siendo los restos enterrados posteriormente en el jardín. No obstante, debido a que Luis XIV dio la orden de que la práctica de abortos de La Voisin no fuese investigada, esta parte de su negocio resulta desconocida, no pudiendo probarse las afirmaciones vertidas por Marie Bosse al no haber sido investigadas.
Lepère fue condenada a muerte el 11 de agosto de 1679. Fue sentenciada también a ser torturada, si bien debido a su avanzada edad, únicamente fue sujetada al dispositivo de tortura sin que este llegase a ser utilizado, pues existía el riesgo de que pudiese morir mientras era torturada. Fue ejecutada en la horca.